# Modiolus sacculifer
Modiolus sacculifer är en musselart som först beskrevs av S. S. Berry 1953.  Modiolus sacculifer ingår i släktet Modiolus och familjen blåmusslor. Inga underarter finns listade i Catalogue of Life.